# Iroquois (Dakota del Sud)
Iroquois è un comune (city) degli Stati Uniti d'America situato tra le contee di Beadle e Kingsbury nello Stato del Dakota del Sud. La popolazione era di 266 abitanti al censimento del 2010.

## Geografia fisica
Iroquois è situata a 44°21′59″N 97°51′00″W (44.366437, -97.850095).
Secondo lo United States Census Bureau, la città ha una superficie totale di 1,61 km², dei quali 1,61 km² di territorio e 0 km² di acque interne (0% del totale).
Ad Iroquois è stato assegnato lo ZIP code 57353 e lo FIPS place code 32020.

## Storia
Iroquois fu progettata nel 1880. La città prende questo nome in onore della tribù degli irochesi (Iroquois in inglese). Un ufficio postale chiamato Iroquois era in funzione dal 1880.

## Società

### Evoluzione demografica
Secondo il censimento del 2010, la popolazione era di 266 abitanti.

### Etnie e minoranze straniere
Secondo il censimento del 2010, la composizione etnica della città era formata dal 98,5% di bianchi, lo 0% di afroamericani, lo 0% di nativi americani, lo 0% di asiatici, lo 0% di oceanici, lo 0% di altre etnie, e l'1,5% di due o più etnie. Ispanici o latinos di qualunque etnia erano lo 0,38% della popolazione.